# Белая Гора (Псковский район)
Белая Гора — деревня в Карамышевской волости Псковского района Псковской области России.
Расположена в 5 км к юго-востоку от села Карамышево и в 36 км к востоку от центра города Пскова.
Численность населения деревни по состоянию на 2000 год составляла 4 человека.